# Steve Biwole Abolo
Steve Biwole Abolo (2 de agosto de 1975) es un deportista camerunés que compitió en judo. Ganó tres medallas en el Campeonato Africano de Judo en los años 1997 y 1998.

## Palmarés internacional
| Campeonato Africano | Campeonato Africano    | Campeonato Africano | Campeonato Africano |
| Año                 | Lugar                  | Medalla             | Categoría           |
| ------------------- | ---------------------- | ------------------- | ------------------- |
| 1997                | Casablanca (Marruecos) | Medalla de oro      | –95 kg              |
| 1997                | Casablanca (Marruecos) | Medalla de bronce   | Abierta             |
| 1998                | Dakar (Senegal)        | Medalla de bronce   | Abierta             |